# 早川養敬
早川 養敬（はやかわ ようけい、天保3年7月23日（1832年8月18日） - 明治32年（1899年）2月11日）は、江戸時代末期（幕末期）の医師（福岡藩医）、明治時代の官僚。名は勇（いさみ、いさむ）、通称は養敬、号は春波。位階は従四位。早川勇の名で知られる。

## 生涯
筑前国遠賀郡（現在の福岡県遠賀郡）の苗字帯刀を許される庄屋に生まれ、医師の早川家に養子に出て医師となる。月形洗蔵の父・深蔵の塾で学んだことで月形と知り合い、尊王攘夷思想に感化される。
禁門の変の後、三条実美たちが長州へと落ちるときに随従していた中岡慎太郎と長州で知りあい、早川の仲介で元治元年12月4日（1865年1月1日）に西郷隆盛、中岡の会談へと結びつく。さらに、同年12月11日（1月8日。12日（9日）という記録もある）に早川、月形の斡旋で西郷、高杉晋作の会談が実現する。ここから、長州にいた三条たち五卿は元治2年1月14日（1865年2月9日）、筑前大宰府の延寿王院（現在の太宰府天満宮境内にある）に移動を開始した。その後、早川、月形たち筑前勤皇党は藩政を乱したとして月形は斬首、早川は幽閉となった（乙丑の変）。明治に入ってからは、奈良府判事や元老院大書記官などを務めた。

## その他
薩長同盟は坂本龍馬、中岡によって成し遂げられたと伝わっているが、養敬が「発意」、月形が「一藩の論」に高め、西郷、高杉会談につながり、後継者である坂本によって木戸孝允・坂本で局を結んだといわれる。勝海舟の『氷川清話』は新聞紙上で発表される前に、検閲、弾圧を恐れて削除、訂正、伏字にされた箇所があり、坂本が一人で薩長同盟を成し遂げたようになっているが、口述筆記であるため検証が必要である。後に、養敬は明治維新は日本全国の諸藩による結集として、各藩ごとの維新史をまとめるように建言し、実行した。

## 栄典
- 1874年（明治7年）2月18日 - 正六位[1]
- 1884年（明治17年）9月30日 - 従五位[2]
- 1899年（明治32年）2月13日 - 従四位[3]